# Germantown (Maryland)
Germantown – miejscowość spisowa (obszar niemunicypalny) w Stanach Zjednoczonych, w hrabstwie Montgomery. Według spisu w 2020 roku liczy 91,2 tys. mieszkańców. Jest częścią obszaru metropolitalnego Waszyngtonu, od którego znajduje się 40 kilometrów na północ. 
Germantown to przedmieście z licznymi parkami narodowymi, jeziorami, centrami handlowymi i polami golfowymi. W rzeczywistości jest to miejscowość podzielona na sześć mniejszych „wiosek”. Skupia największy systemem szkół publicznych w stanie, który otrzymał nagrody za wysoką jakość edukacji. Znajduje się tutaj największy kampus Montgomery College – największej instytucji szkolnictwa wyższego w hrabstwie Montgomery.

## Demografia
Germantown stało się domem dla zróżnicowanej grupy imigrantów, a według danych za lata 2017–2021 ponad jedna trzecia mieszkańców urodziła się za granicami Stanów Zjednoczonych. 
Skład rasowy w 2021 roku przedstawiał się następująco:
- biali nielatynoscy – 26,5%
- czarni lub Afroamerykanie – 24,7%
- Latynosi – 23,8%
- Azjaci – 21,2%
- rasy mieszanej – 9,9%.

Poza osobami pochodzenia afroamerykańskiego, do największych grup należały osoby pochodzenia afrykańskiego subsaharyjskiego (8%), hinduskiego (6,7%), chińskiego (6,3%), salwadorskiego (6,1%), niemieckiego (5%), irlandzkiego (4,8%), angielskiego (4,4%), peruwiańskiego (3,5%) i włoskiego (3%). Do głównych krajów pochodzenia afrykańskich imigrantów należą: Ghana, Nigeria i Etiopia. 